# Kožová hora
Kožová hora (často také nazývaná Kožova hora, lidově Kožovka) je nevýrazně skalnaté návrší ležící asi 2 km jižně od okraje města Kladna. Na vrcholu stojí rozhledna z roku 1930.

## Příroda

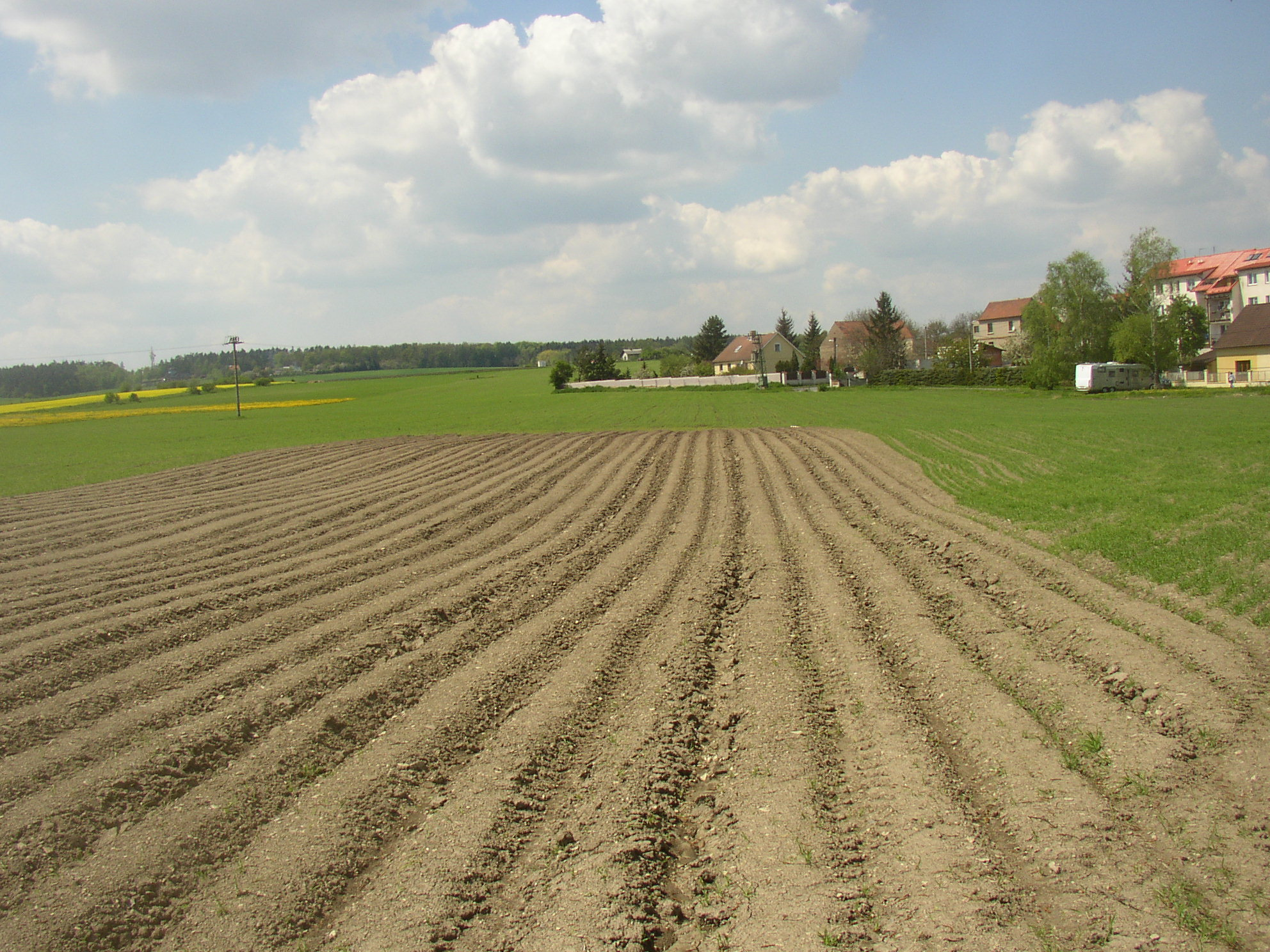
Kožová hora od východu, z obce Velké Přítočno. Návrší pro své povlovné svahy působí ze všech stran velmi nenápadně

Kožová hora se rozkládá na pomezí tří obcí - její severní strana náleží k městu Kladnu, západní svah k obci Velká Dobrá, jihovýchodní úbočí, jakož i samotný vrchol, pak leží na katastru obce Pletený Újezd. Vrchol je s výjimkou východního úpatí u Pleteného Újezda téměř celý zalesněný smíšeným porostem, tvořeným smrky, borovicemi a břízami. Zalesnění kopce představuje jihovýchodní okraj prstence lesů, obklopujícího město Kladno z jihu, západu a severu. Kožová hora je s výškou 456 m n. m jedním z nejvyšších vrcholů okresu Kladno, o málo vyšší nadmořskou výšku nalezneme pouze na jihozápadním okraji okresu poblíž obcí Malé Kyšice (Tuchonín, 488 m a Vysoký vrch, 486 m), Lhota a Běleč.

## Chata a rozhledna
Na vrcholu Kožové hory stojí od roku 1930 z iniciativy Klubu československých turistů 35 metrů vysoká rozhledna, postavená ze struskových cihel. Na její ochoz vede 131 schodů, zasklená vyhlídková plošina je ve výšce 31 m a poskytuje výhled na Kladno, západní okraj Prahy s ruzyňským letištěm, na severu lze spatřit Říp, působivou scenérii Českého středohoří, na jihozápadě Křivoklátskou vrchovinu a Brdy. Autorem projektu rozhledny byl roku 1929 architekt Jaroslav Beránek a vlastní stavitelské práce zajistil kladenský stavitel Vilém Procházka. Rozhledna byla slavnostně otevřena 11. května 1930. Po znárodnění v roce 1948 byla spodní část přetvořena na restauraci.

## Přístup
Automobilem je možno se dostat na vrchol po silnici II/118, spojující Kladno a Beroun - těsně pod vrcholem z této komunikace odbočuje asfaltová silnička, která po necelých 200 metrech končí u areálu budov s rozhlednou. U areálu je přírodní parkoviště a v minulosti zde fungovala výletní restaurace s celoročním provozem. Turisté mohou využít trasu s modrou značkou od kladenského vlakového nádraží. Kožová hora je turistickým známkovým místem č. 345.
Restaurace i rozhledna byly od podzimu 2022 do roku 2024 kvůli rekonstrukci mimo provoz.

## Zajímavost
Na jihozápadním úpatí Kožové hory, u obce Velká Dobrá, se nalézá Letiště Kladno, využívané např. pro lety bezmotorových kluzáků.
V blízkosti vrcholu a rozhledny je dále areál s podzemním vodojemem (objem cca 50 milionů litrů), který zásobuje kladenskou aglomeraci pitnou vodou, v areálu vodáren je i ocelová telekomunikační věž, ze které vedou dálkové radiové spoje.

## Fotogalerie

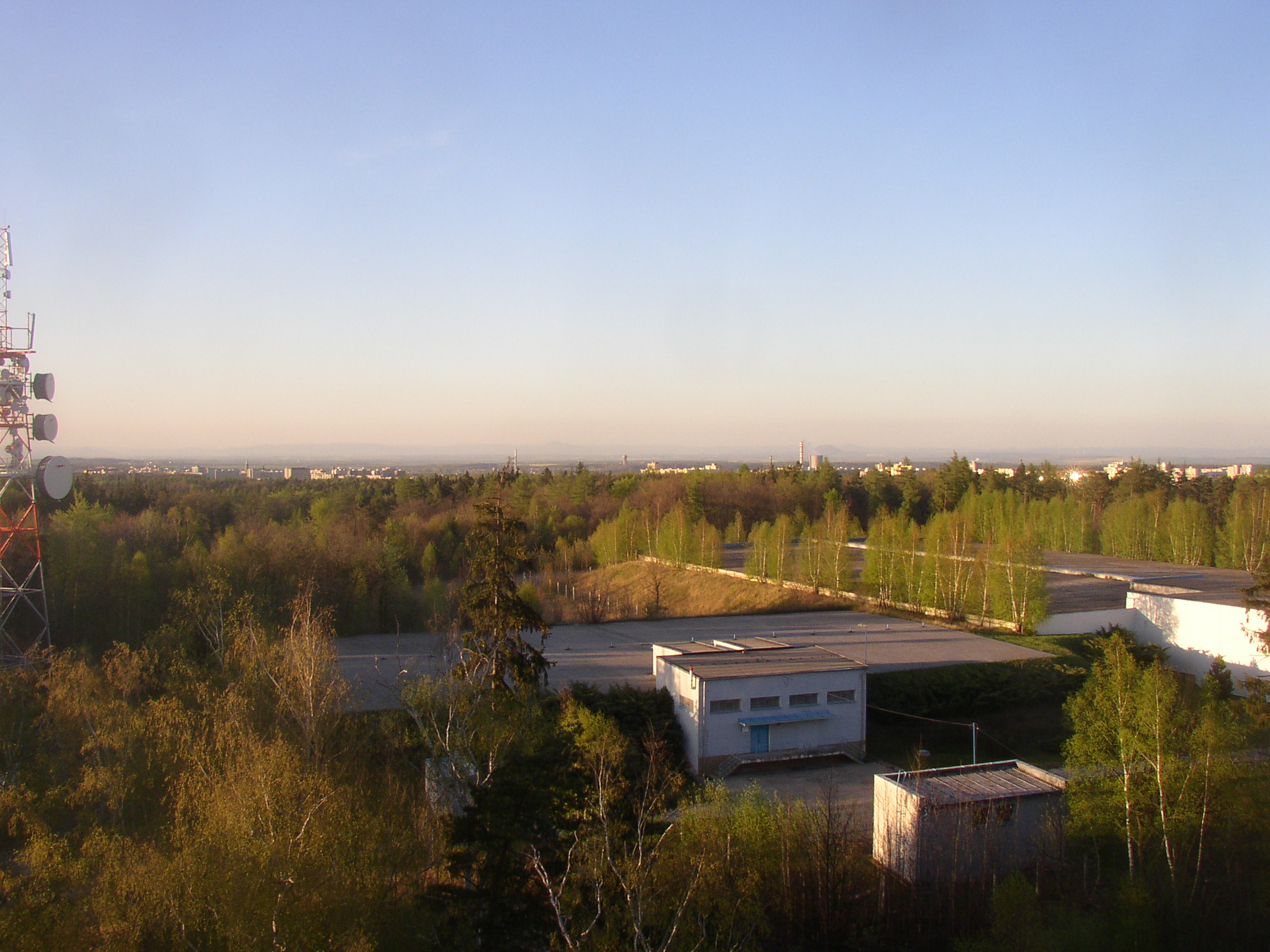
Výhled k severovýchodu na Kladno a sídliště Kročehlavy. V pozadí je patrné České středohoří, Říp a za ním Vlhošť
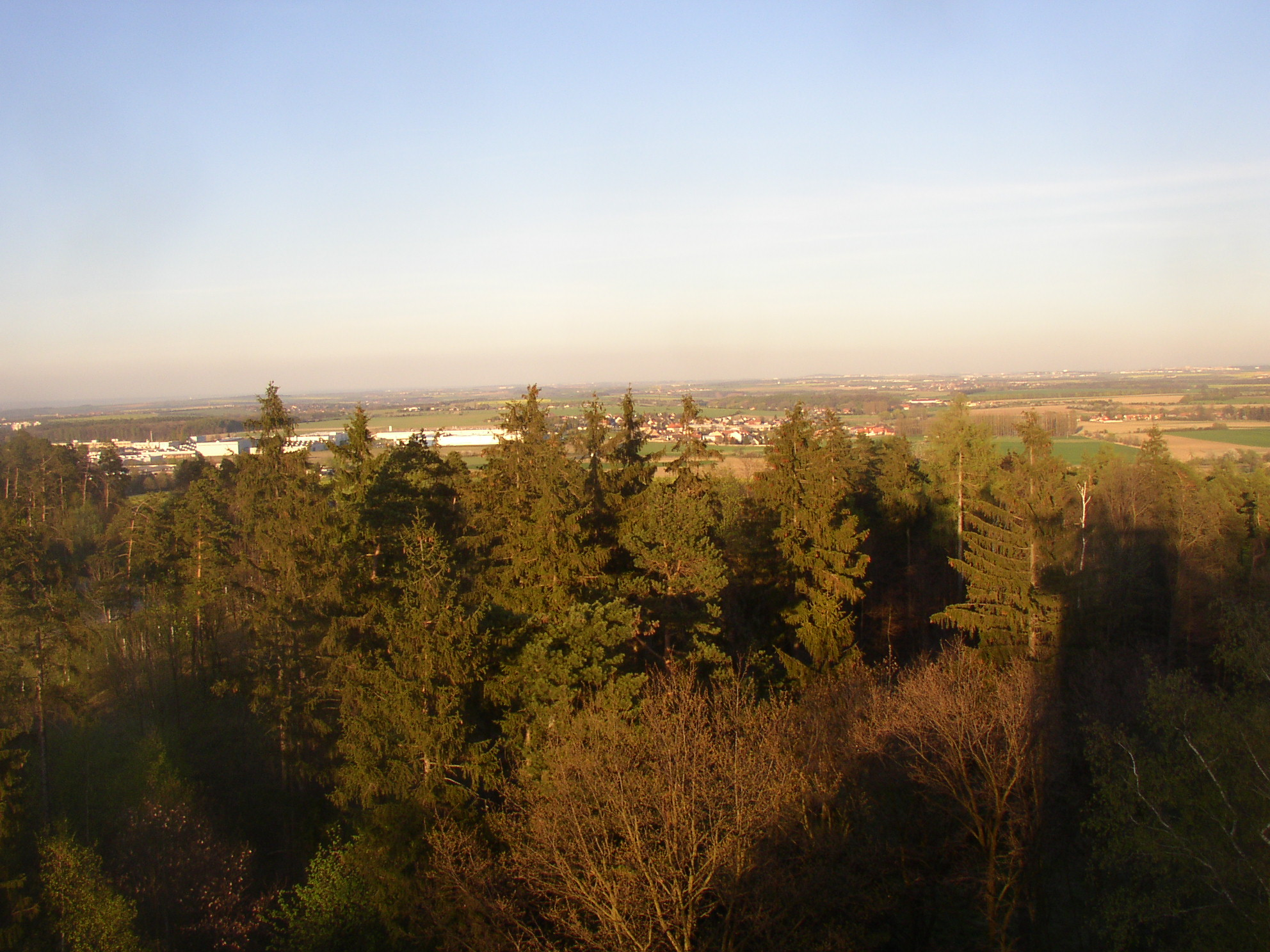
Výhled k východu na průmyslovou zónu Kladno-jih a Velké Přítočno
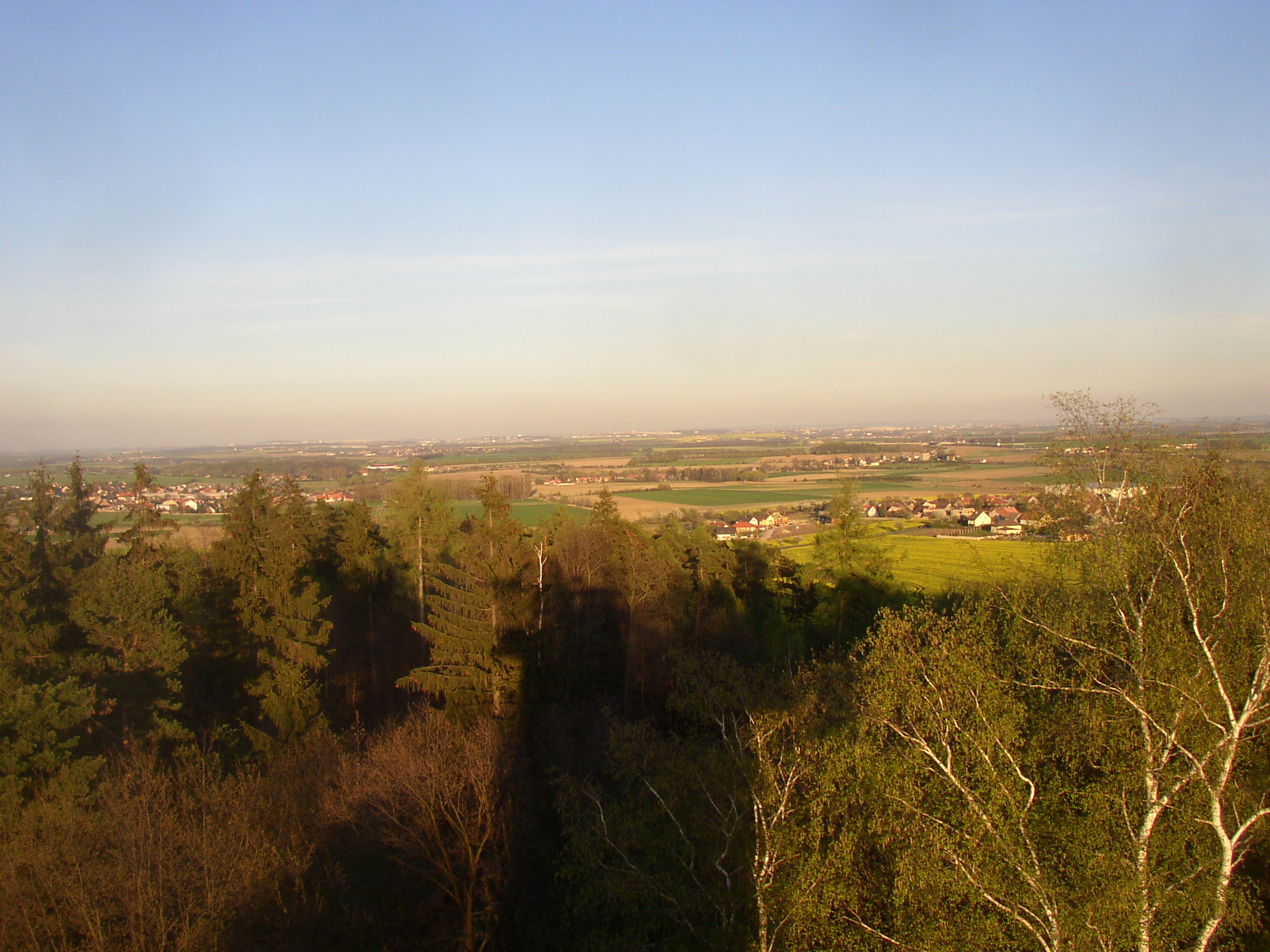
Výhled k vjv. na Pletený Újezd
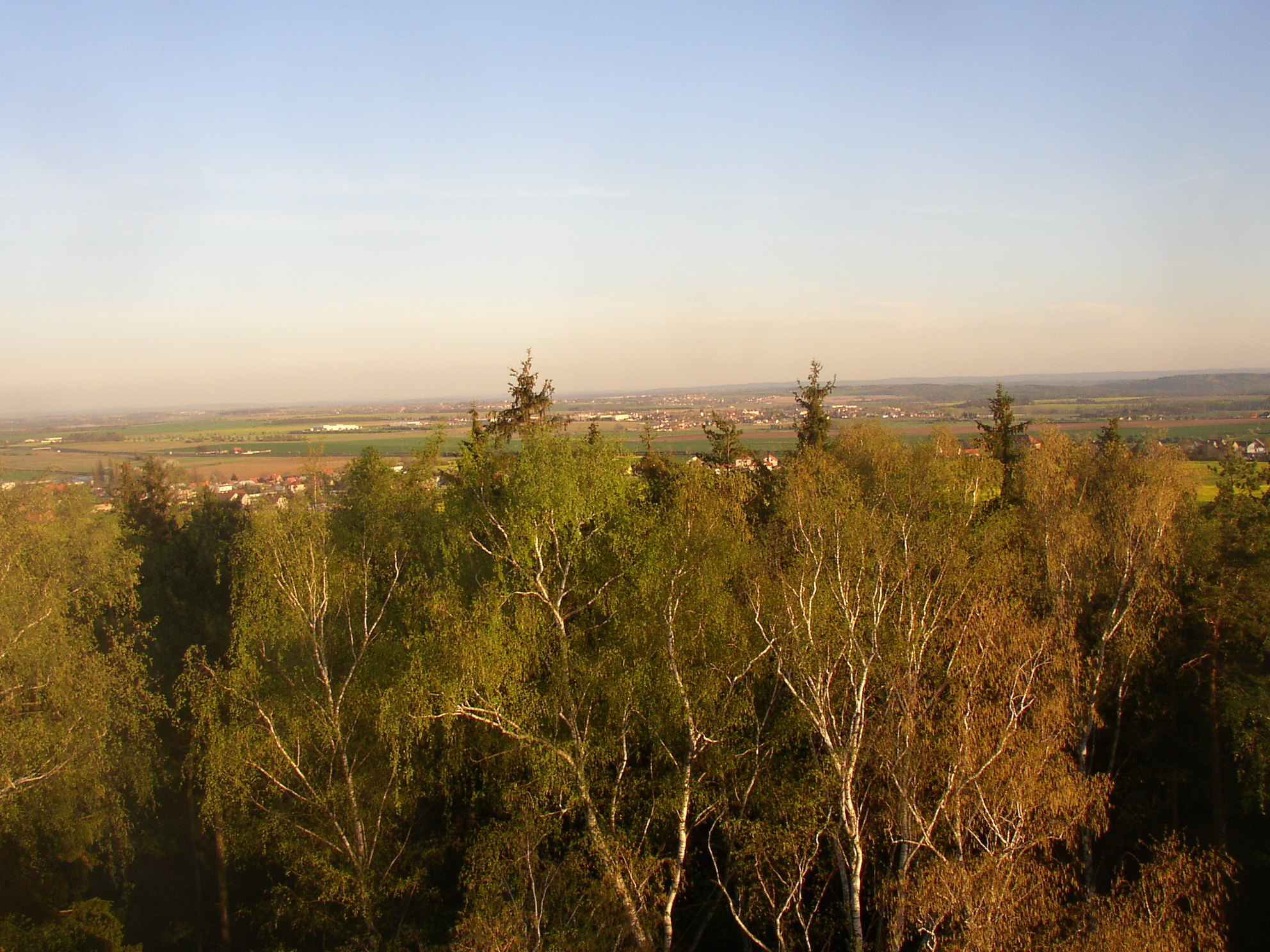
Výhled k jihovýchodu na Unhošť
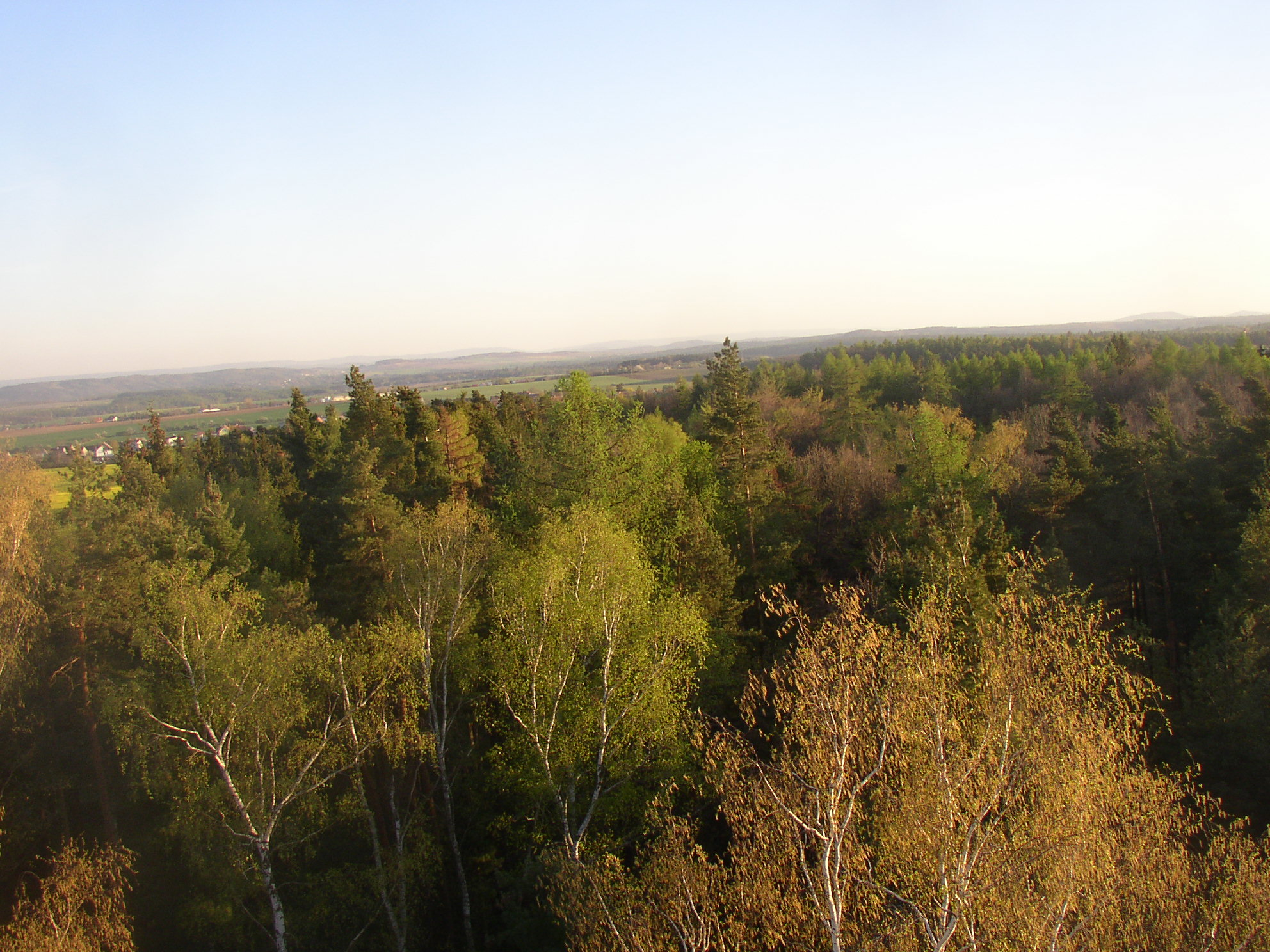
Výhled k jjz.